# Кућа Поповића у Нишу
Кућа Поповића у Нишу смештена је у близини Саборне цркве, у Учитељ Тасиној 17, која је у турском периоду Ниша улазила у састав српске Поп Ставрине махале. На основу казивања једне од власница куће, Даре Марјановић (1973), објекат је изграђен на почетку ХХ века, пре 1905. године, пошто је у њој неко време пред смрт боравио наш познати књижевник Јанко Веселиновић (1862 -16. јун 1905).

## Архитектура
Kyћy је, према подацима из нишког Историјског архива, подигао Дарин теча свештеник Јован Поповић, који је био ожењен Катарином Веселиновић, сестром Јанка Веселиновића. Кућа је високоприземна и пространа, без већих архитектонских вредности.

## Зграда кроз време
На почетку Првог светског рата, када је аустроугарска војска у лето 1914. године започела офанзиву на Србију, дошао је у ову кућу и брат Јована Веселиновића, Стева. Умро је 1915. у Горњем Адровцу код Алексинца и сахрањен је у порти цркве Свете Тројице, изграђене 1903. на месту погибије грофа Рајевског у Српско-турском рату 1876. године. На гробном камену уклесано је: "Прота Стева М. Веселиновић, ректор Богословије Св. Саве, рођен је у Глоговцу у Мачви, а умро у збегу 24. фебруара 1915. у 48-ој год. свога живота". Споменик је подигао прота поменуте цркве Светислав Жујовић (1843-1943).
Још једна изузетна личност посећивала је ову кућу од лета 1914. до 4. фебруара 1915. год., када је умро у Нишу и сахрањен на Старом гробљу. Био је то познати српски научник и академик, историчар и политичар, Стојан Новаковић (1842—1915), који је становао у кући нишког свештеника Јанка Јанковића, сада у улици Стојана Новаковића 19. Станари ове куће, у периоду између два рата, били су и брат и сестра Стеван и Дара Марјановић, напредни омладинци, чији је отац Лука убијен од Бугара 1915. Стева Марјановић, тада студент, уређивао је 1935-1936. нишки напредни лист "Народна реч", којије био забрањиван. Као председник Удружења нишких студената био је организатор велике антифашистичке конференције у нишком хотелу "Књажевац" 22. марта 1936. године, када је говорио Иво Лола Рибар. Лола је тада ноћио у овој кући у Учитељ Тасиној 17.

## Споменик културе
Као објекат у којем су боравиле значајне личности, кућа је 1985. стављена под заштиту закона. Године 1990. обележена је спомен-плочом.